# Gare de Carbuccia
La gare de Carbuccia  est une gare ferroviaire française de la ligne de Bastia à Ajaccio (voie unique à écartement métrique), située au lieu-dit Gare de Carbuccia sur le territoire de la commune de Carbuccia, dans le département de la Corse-du-Sud  et la Collectivité de Corse (CTC).
Construite par l'État, elle est mise en service en 1888 par la Compagnie de chemins de fer départementaux (CFD). C'est une halte des Chemins de fer de la Corse (CFC) desservie par des trains « grande ligne ». Arrêt facultatif (AF), il faut signaler sa présence au conducteur pour qu'il y ait un arrêt du train.

## Situation ferroviaire
Établie à 208 mètres d'altitude, la gare de Carbuccia est établie au point kilométrique (PK) 136,0 de la ligne de Bastia à Ajaccio (voie unique à écartement métrique), entre les gares d'Ucciani et de Mezzana.

## Histoire
En septembre 1888, le conseil général est informé de l'état du réseau routier permettant l'accès à la « station de Carbuccia ». Elle est desservie par le chemin d'intérêt commun no 5 qui rejoint le village de Carbuccia. Pour la desserte de Tavaco et de Salice les chemins sont à réaliser. Le coût des travaux nécessaires est estimé à environ 490 000 francs.
La station de Carbuccia est mise en service le 1er décembre 1888 par la Compagnie de chemins de fer départementaux (CFD) lors de l'ouverture à l'exploitation du tronçon de Mezzana à Bocognano,.

## Service des voyageurs

### Accueil
Halte CFC, c'est un point d'arrêt non géré (PANG) à accès libre. Il dispose d'un quai et d'un abri. Arrêt facultatif : la rame ne s'arrête que si la demande a été faite au conducteur.

### Desserte
Carbuccia est desservie par les trains CFC « grande ligne » de la relation Bastia (ou Corte) - Ajaccio.

### Intermodalité
Le stationnement des véhicules est possible à proximité.

## Développement de l'habitat près de la gare
Elle a été édifiée dans une plaine autrefois déserte de toutes constructions, loin à 8 km du village de Carbuccia, parce que sa situation centrale lui permettait de desservir plusieurs villages, tous à plusieurs kilomètres mais disposés en couronne autour de ce point : Carbuccia, Péri, Tavaco, Vero, et aussi les villages du Cruzzini, dont les habitants venaient à la gare, prendre le train, après un long périple par le col de Tartaveddu.
La gare est maintenant le centre d'un hameau d'une trentaine de maisons dispersées dans la plaine et les coteaux environnants : les premières maisons ont été édifiées avec la gare à la fin du XIXe siècle, puis quelques habitations d'ouvriers de la carrière de Tavaco ont été édifiées dans la plaine près de la Gravona - Campu au Muru vers 1960. Enfin, quelques villas se sont rajoutées plus récemment à cet ensemble, qui totalise une cinquantaine d'habitants.

## Patrimoine ferroviaire
Sur le site de la gare on trouve notamment : l'ancien bâtiment voyageurs, fermé et à l'abandon, il fut le type construit par l'État en 1888, avec deux ouvertures et un étage ; une maison de garde-barrière à côté du passage à niveau. 